# Décembre 1977

## Événements
- Bolivie : des femmes de mineurs emprisonnés commencent une grève de la faim pour réclamer la libération des prisonniers politiques. Le mouvement prend rapidement de l’ampleur, remettant en question le contrôle du régime sur le mouvement syndical.

- 2 décembre :
  - Au sommet arabe de Tripoli, le front du refus palestinien et l’Irak s’opposent à la Syrie et à l’OLP qui souhaitent un règlement négocié avec Israël. Les participants gèlent leurs relations avec l’Égypte, qui obtient le soutien de Jimmy Carter.
  - Israël fait connaître ses propositions : évacuation du Sinaï, maintient des colons sous la protection de l’ONU et d’Israël, report de toute discussion sur les territoires occupés. Le 25 décembre, une rencontre entre Sadate et Begin aboutit à une impasse

- 4 décembre : à Bangui, sacre de l’empereur de Centrafrique, Bokassa Ier, qui a érigé la peur en système de gouvernement depuis janvier 1966. Cette cérémonie fastueuse a couté au pays environ 20 millions de dollars et plus de cinq mille invités y ont participé, mais aucun chef d'État. La France était représentée par son ministre de la Coopération. Revêtu de sa grande tenue de maréchal, copie de celle que portait le Maréchal Ney lors du sacre de Napoléon Ier, le nouvel empereur auto-proclamé, qui s'était accordé le titre de président à vie en décembre 1966, atteint ce jour-là le sommet de son délire mégalomane[non neutre].

- 5 décembre : indépendance du bantoustan du Bophuthatswana, non reconnue par la communauté internationale.

- 8 décembre : enlèvement d'Alice Domon à Buenos Aires avec 11 autres membres du Mouvement des mères de la place de Mai. Léonie Duquet est enlevée deux jours plus tard.

- 11 décembre : discours d'acceptation du prix Nobel de la paix remis à Amnesty International[1].

- 19 décembre : Dries van Agt, nouveau Premier ministre des Pays-Bas, entre officiellement en fonction.

- 31 décembre :
  - Rupture des relations diplomatiques entre le Viêt Nam et le Cambodge.
  - Le Viêt Nam lance une offensive massive contre la résistance anticommuniste des Hmongs du Laos. Plus de 30 000 soldats vietnamiens appuyés par l'aviation attaquent la région montagneuse entre Luang Prabang et Vientiane en utilisant du napalm et de la pluie jaune, un agent chimique très mortel. Bilan : 40 000 civils vont être massacrés et plusieurs dizaines de milliers de réfugiés s'enfuient vers la Thaïlande.
  - Les Khmers rouges, qui rêvent de conquérir la Cochinchine perdue au XVIIe siècle, lancent des incursions contre le Viêt Nam et s’en prennent aux Vietnamiens résidant au Cambodge.

## Naissances
- 1er décembre : Brad Delson, guitariste américain du groupe de rock Linkin Park.
- 2 décembre : Marjan Šarec, homme politique et acteur slovène.
- 5 décembre : Abdelkader Larbi Bouamrane, footballeur algérien.
- 7 décembre : Dominic Howard, batteur britannique du groupe de rock Muse.
- 8 décembre : Sébastien Chabal, joueur de rugby français.
- 10 décembre : Emmanuelle Chriqui, actrice canadienne.
- 12 décembre : 
  - Colin White, hockeyeur professionnel canadien ;
  - Heidi Ilustre, joueuse de beach-volley américano-philippine.
- 14 décembre : Fally Ipupa, chanteur congolais.
- 15 décembre : Rohff, rappeur comorien.
- 18 décembre : Axwell, DJ et producteur suédois de musique house, membre de la Swedish House Mafia.
- 20 décembre : Hugues Duquesne, humoriste et comédien français.
- 21 décembre :
  - Emmanuel Macron, haut fonctionnaire et homme d'État français, président de la République française ;
  - Nicolas Bay, homme politique français, député européen.
- 22 décembre : Javier Ricardo Sánchez San José, dit Javier Valverde, matador espagnol.
- 25 décembre : Uhm Ji-won, actrice sud-coréenne.
- 28 décembre : Kery James, rappeur français.
- 30 décembre : Kenyon Martin, basketteur américain.
- 31 décembre : 
  - Psy, chanteur sud-coréen.
  - Donald Trump, Jr., entrepreneur américain.

## Décès
- 5 décembre : Roland Kirk, saxophoniste de jazz américain.
- 19 décembre : Jacques Tourneur, réalisateur français.
- 25 décembre : Charlie Chaplin, acteur, réalisateur, scénariste et compositeur.
- 26 décembre : Howard Hawks, scénariste, producteur et réalisateur américain.